# Chionaema decolorata
Chionaema decolorata là một loài bướm đêm thuộc phân họ Arctiinae, họ Erebidae.